# Дени Кери
Даниел Едвин Кери (рођен 10. маја 1961) амерички је музичар и текстописац. Бубњар је америчке рок групе Тул . Такође је допринео албумима уметника као што су Заум, Грин Џело, Пигфејс, Скини Папи, Адриан Белев, Керол Кинг, Колајд, Мит Папетс, Ласк и Мелвинс .
Часопис Ролинг Стоун сврстао га је у 100 најбољих бубњара свих времена, ставивши га на 26. позицију, поред тога што су га други часописи често разматрали.

## Биографија
Рођен у Лоренсу, у држави Канзас, Кери је први сусрет са бубњевима имао је у десетој години када се придружио школском бенду и похађао приватне часове добоша. Две године касније, Кери је почео да вежба на правом сету бубњева . У својој завршној години средње школе у Паоли, Канзас, Кери се придружио средњошколском џез бенду. Џез је одигро велику улогу у изградњи његовог стила свирања, током каријере. Како је Кери напредовао кроз средњу школу, а касније и колеџ на Универзитету Мисури – Канзас Сити, почео је да проширује своје студије перкусија са теоријом на принципе геометрије, науке и метафизике, као и да се упушта у окултизам. Кери је такође свирао џез док је похађао колеџ и наступао на џез сцени у Канзас Ситија.
После факултета, пријатељ и колега из бенда убедио је Керија да напусти Канзас и оде у Портланд у Орегону, где је кратко свирао у разним бендовима пре него што се преселио у Лос Анђелес, где је могао да свира као студијски бубњар са Керол Кинг и уживо наступа са Пигми Лав Циркусом. Такође је свирао у Грин Џело-у под псеудонимом "Дени Лонглегс" и снимио албум "Cereal Killer". Касније се придружује бенду Тул након што је упознао певача Мејнарда Џејмса Кинана и гитаристу Адама Џоунса и вежбао с њима уместо бубњара које су њих двојица очекивали на пробама, али се ти бубњари никада нису појавили. Поред Тула, Кери је имао времена и за друге нове и старе пројекте као што су Леџенд оф д Сиглмен, Пигми Лав Циркус, Волто!, и Заум.

## Опрема
Дени Кери користи палице направљене од Хикори дрвета, дужине 41,91 цм, са дрвеним врхом у облику сузе, које је компанија Вик Фирт направила специјално за њега.  Раније је користио модел палица које је компанија Трулајн Драмстикс направила за њега. Кери користи Сонор бубњеве, чинеле Пеист и Хемерекс, мембране Еванс и електронске уређаје произвођача Мандала, Корг и Роланд .
Пеист и Џеф Охелтри (познати техничар бубњева Билија Кобама, Џона Бонама, Ленија Вајта итд.) Удружили су се крајем 90-их како би направили читав сет чинела рециклажом старих и коришћених чинела. Коначни производ биле су топљене Пеист-ове бронзане ливене чинеле. Дени Кери је користио сет током турнеје Латералус 2002 и током неких бубњарских клиника током година.
Само су три верзије овог сета направљене. Две су у власништву Дени Керија и Карла Палмера, а трећа се налази у Пеистовом седишту у Швајцарској.
На зимском фестивалу НАММ 2009. године Сонор је објавио добош који је прављен специјално за Дани Керија, са ласерским утиснутим талисманом и његовим потписом угравираним око издувног отвора.
Пеист је 2016. године објавио рајд чинелу Дени Керија названу „Dry Heavy Ride - Monad“ засновану на њиховом укинутом моделу који је Кери користио од када је постао музичар Пеиста. Чинела је љубичасте боје и на њој су одштампани магијски печати. Назван је „Монад“, јер је главна штампа езотерична шара Џона Дија.
Током 2019. године, Кери је контактирао Алана Ван Клифа из компаније ВК Драмс да би направио сет бубњева и добош. После много расправа Алан је направио сет под називом „Монад“, ручно направљен у Шефилду у Енглеској . Убрзо након завршетка сета "Монад", најављено је да ће реплика добоша названа „7empest“ (по песми Тула која је добила Греми награду) бити доступна као део ограничене колекције од 33 комада. Истовремено са издавањем добоша, Алан је такође развијао први сет "7empest" бубњева. Као и добош, цео сет бубњева је реплика сета "Монад" у готово сваком погледу, осим гравура.

## Технике свирања
Керијева популарност међу бубњарима и онима који то нису произлази из разноликости његовог звука и динамике кроз године учења џез музике, техничких способности, честе употребе непарних ритмова, полиритама и полиметара. У интервјуима је изјавио да ноге третира као и руке: ногама вежба рудименте (који су вежба за руке), како би побољшао технику свирања дупле педале, контролу над контра чинелом и независност ногу.
У потрази за новим техникама,Кери проучава таблу са Aлоке Датом, (која се може чути у уживо верзији песме "Pushit" (из албума "Саливал" ). Такође се може чути на песмама као што су "Disposition" ( Латералус ) или "Right in Two"(10,000 Days), за које је Keri сам снимио таблу у студију. Табла (и други перкусије) који се користе у музици Тула репродукују се уживо помоћу Мандала електронских уређаја.
Такође је изјавио да када свира на непарни ритам, покушава да свира по "осећају", уместо да га у потпуности изброји.
Кери се често може видети у многим музичким часописима.

## Дискографија
Тул
- Undertow (1993)
- Ænima (1996)
- Lateralus (2001)
- 10,000 Days (2006)
- Fear Inoculum (2019)

Остали пројекти
- Green Jellö - Cereal Killer (1992)
- Carole King - Colour Of Your Dreams (1993)
- Zaum - Zaum (1996)
- Lusk - Free Mars (1997)
- Collide - Some Kind Of Strange (2003)
- Pigmy Love Circus - The Power Of Beef (2003)
- Adrian Belew - Side One (2004)
- Adrian Belew - Side Three (2006)
- The Fourth - Feersum Ennjin (2012)
- Incitare - Volto! (2013)
- Legend Of The Seagullmen - Legend Of The Seagullmen (2018)

## Споредни пројекти и други музички подухвати
Када није свирао са Тулом, Кери је допринео (и још увек то редовно чини) великом броју пројеката:
- Фјужн бенду Волто!, који редовно одржава концерте на подручју Лос Анђелеса.[18]
- Пигми Лав Циркус, са којим је снимио неколико албума
- Пројекат са бендом Заум
- Грин Џело
- Пигфејс
- Бубњеви на песми "Use Less" бенд Скини Папи, са албума "The Greater Wrong of the Right"
- Допринео пројектима Адриана Белева "Side One" и "Side Three" са басистом Лес Кејпулом
- Бубњеви на појединим нумерама албума Керол Кинг "Colour of Your Dreams" (као бубњар) са гитаристом бенд Ганс н Роузес Слешом свира на неколико песама
- Бубњеви на песми "Somewhere" са албума "Some Kind of Strange"и неколико нумера са албума "Two Headed Monster"
- Наступио је на албуму  бившег басисте Тула Пола Д'Амоура "Free Mars" 1997.
- Бубњеви на песми "Bird's Eye", (2008, из филма "Body of Lies"): Серж Танкиан ( Систем Оф А Даун, вокал), Мајк Патон ( Фејт Но Мор, вокал), Дерон Малакијан (гитара), Лес Клејпул (бас)
- Бубњеви на песми "The Fourth" на истоимени албум бенда Фирсам Енџин, бенд бившег басисте Тула Пола Д'Амоура[19]
- Бубњеви са психоделичном рок групом Леџенд оф д Сигулмен уз Брента Хиндса из Мастодона, Јиммија Хеиварда и други. Њихов истоимени албум првенац објављен је у фебруару 2018. године, у издању куће "Dine Alone Records".[20][21]
- Бубњеви на "Forever Love's Fool", прогресивна рок песма дуга 22-минутна снимљена са канадским музичарем Даниелом Романом .[22]